# کریا یوگا
 کریا یوگا  (به انگلیسی: Kriya Yoga)،
یوگای تکنیکی. که از طریق سر فصل‌های آموزشیِ سنت‌های مختلف و در اَشکال بسیار عرضه شده‌است. آموزه‌های اصلیِ کریا یوگا تمرکز روی پرانایاما است و تنفس ستون مهره ای پایهٔ اصلی تمرین را تشکیل می‌دهد. همچنین، کریا یوگا بسیاری از روش‌های هاتا یوگا را در بر می‌گیرد.

## کندالینیعملی
کندالینی، مادر الهی(Divine Mother) است که از انسان با لطیف‌ترین و ژرف‌ترین الطاف محافظت می‌کند. الطافش وراء محبت مادر واقعی و طبیعی (بیولوژیک) است. در یوگا به کندالینی عملی، کریا یوگا «کرییا یوگا»(Kriya-yoga) نام داده‌اند.

## کریاها
در بدنی که شرایط زیر را دارد اشراق نمی‌تواند اتفاق افتد:
- وجود سموم در بدن
- قطع پرانای حیاتی که عملکردهای فیزیولوژیک را اداره می‌کنند
- وجود عدم تعادل در سیستم اعصاب خودکار
- نا خالصی عناصر پنج‌گانه یا پنج چاکرا
برای رفع این عیوب، تمرینات ویژه ای (کریاها) Kriyas، در هاتا یوگا، کریا یوگا و تانترا ذکر شده‌است.